# Молдавсько-гагаузький конфлікт
Молдавсько-гагаузький конфлікт (рум. Conflictul din Găgăuzia) — конфлікт між проросійським гагаузьким населенням Молдавської РСР і кишинівським урядом, що виник наприкінці 1980-х у процесі розпаду СРСР. У 1990 році військовий конфлікт був не розпочатий, була утворена Республіка Гагаузія, наприкінці 1994 року Гагаузія визнана у складі Молдови як автономія.

## Зародження та розвиток конфлікту
Як і молдавсько-придністровський, молдавсько-гагаузький конфлікт виник наприкінці 1980-х років.
У 1990 році Гагаузія (19 серпня) і Придністров'я (2 вересня) проголосили незалежність, результатом чого став похід на Гагаузію.
За сприяння Радянської Армії та придністровських добровольців конфлікт було зупинено.
31 жовтня 1990 року відбулася організаційна сесія Верховної Ради Гагаузької Республіки. Головою Верховної Ради було обрано Степана Топала, Заступником — Михайла Кендігеляна.
Ці події започаткували формування сучасної гагаузької автономії, яка з 1990 по 1994 роки існувала у формі невизнаної Республіки Гагаузія, а з 1994 року існує у формі особливого адміністративно-територіального утворення у складі Республіки Молдова (відповідно до Закону Республіки Молдова «Про особливий правовий статус гагаузії (Гагауз Ері)»).

## Політичні тертя на початку XXI століття
Починаючи з другої половини 2000-х років з боку владних структур Гагаузії лунають заяви про можливість відновлення Гагаузії як незалежної від Молдови держави.

### 2008—2010
У 2008 році після проголошення незалежності Косова владою Гагаузії було зроблено твердження, за яким Гагаузія як самостійна держава має більшу легітимність, ніж Косово. Також влада Гагаузії підтримала визнання незалежності Абхазії та Південної Осетії.
У 2010 році Башкан Гагаузії Михайло Формузал у своїх інтерв'ю визначив Гагаузію стосовно Молдови як республіку (статус з 19 серпня 1990 по 23 грудня 1994) і державу в державі.

### 2011
Влітку 2011 року багато гагаузьких випускників отримали незадовільні оцінки на предмет «Румунська мова та література» без права перездачі протягом року. У відповідь на це влада Гагаузії ухвалила рішення про видачу випускникам дипломів власного зразка без вказівки оцінок з румунської мови, з якими, за словами представників влади автономії, випускники могли вступати до ЗВО інших країн (наприклад, російські, болгарські, турецькі).
За підсумками зустрічі Формузалу та Філата 8 серпня 2011 року було досягнуто часткового компромісу, було заплановано відкриття центру досліджень у галузі гагаузознавства. Ініціативи Гагаузії щодо відновлення молдавської мови як мови викладання були підтримані партією «Патріоти Молдови». Тим часом, дії Формузалу зазнали критики, але, у свою чергу, Формузал досягнутий компроміс визначив як недостатній.
До парламенту Молдови було направлено постанову «Про спільну комісію парламенту Республіки Молдова та Народних зборів Гагаузії з розробки законодавчого акта з розмежування повноважень між центральними та регіональними органами влади».
9 листопада 2011 року в Комраті вимагали внесення тексту закону про статус Гагаузії до конституції Молдови, 10 листопада парламент Гагаузії висловив протест проти скорочення гагаузьких кореспондентів на молдавському телебаченні. Вимога, однак, була відхилена.
21 листопада у законодавчій ініціативі про прийняття закону «Про внесення змін і доповнень до деяких законодавчих актів», уряду Молдови, серед поправок були вимоги прирівняти башкана Гагаузії до голів звичайних районів РМ, а Народні збори (парламент) автономії до простих місцевих рад та сільських та районним радникам, крім того, Ліберальна партія Молдови запропонувала заборонити висуватися в депутати парламенту Молдови особам, які не знають державної мови.
У листопаді в Комраті відбулися протести, пов'язані з політикою молдавського керівництва. Під час мітингу було знову заявлено про можливість відновлення колишнього статусу незалежної Гагаузької Республіки, оголошеного 19 серпня 1990 року, у разі злиття Молдови з Румунією. Учасники мітингу заявили, що у зв'язку з тим, що влада в Кишиневі дуже хоче йти в бік Румунії або вступити до Європейського союзу і всіма можливими шляхами урізає статус Гагаузії у складі Молдови, політичний договір від 23 грудня 1994 року, укладений обома сторонами, має бути добровільно розірвано, після чого Гагаузія має повернутися до статусу незалежної Гагаузької Республіки. Народним зборам Гагаузії було запропоновано розглянути можливість проведення референдуму на території автономії у лютому 2012 року, на якому населенню слід було б висловити вотум недовіри керівництву Республіки Молдова, особливо внаслідок останнього підвищення цін та тарифів, а також внаслідок порушення Кишиневого закону про спеціальний юридичний статус Гагаузької автономії. Учасники мітингу протесту звернулися до всіх мерів і радників у Гагаузії підтримати їхню вимогу та чинити тиск на Народні збори щодо проведення референдуму. .
13 грудня народні збори Гагаузії зажадали від уряду Молдови виконання закону про статус автономії.

### 2012
9 січня 2012 року виконавчий комітет Гагаузії попередив про законодавчу заборону закриття навчальних закладів в автономії. 11 січня в Молдавії було створено комісію з моніторингу дотримання мовного законодавства.
У лютому-березні 2012 року відзначалася ескалація політичного конфлікту всередині Гагаузії, пройшов збір підписів за відставку Формузалу.
20 листопада 2012 року влада Гагаузії заявила про створення власного МЗС.
30 листопада 2012 року депутати Народних зборів підтримали ініціативу щодо проведення в автономії місцевого консультативного референдуму щодо приєднання Молдови до Митного союзу Росії, Білорусії та Казахстану.

### 2014
2 лютого 2014 року в Гагаузській автономії відбувся референдум з питань зовнішньополітичного курсу Молдови та відкладеного статусу незалежності Гагаузії. Явка склала 70,42 %. За відкладений статус незалежності проголосували 98,9 % тих, хто взяли участь у плебісциті, проти — 1,9 %. На консультативному референдумі за курс на вступ до Митного союзу проголосували 98,47 % від виборців, що з'явилися до скриньок, проти — 1,52 %. Курс, спрямований на вступ Молдови до Європейського союзу, підтримали 2,77 % виборців, проти виступили 97,22 %. Референдум був визнаний владою Молдови незаконним.